# Samir Musayev
Samir Musayev (17 marzo 1979) è un ex calciatore azero, di ruolo attaccante.

## Carriera

### Club
Ha sempre giocato nella massima serie del campionato azero con varie squadre.

### Nazionale
Debutta nel 2000 con la nazionale azera, giocando altre 2 partite nel 2006 (oltre ad averne giocata una nel 2001 e un'altra nel 2002).

## Statistiche

### Cronologia presenze e reti in nazionale
| Cronologia completa delle presenze e delle reti in nazionale ― Azerbaigian | Cronologia completa delle presenze e delle reti in nazionale ― Azerbaigian | Cronologia completa delle presenze e delle reti in nazionale ― Azerbaigian | Cronologia completa delle presenze e delle reti in nazionale ― Azerbaigian | Cronologia completa delle presenze e delle reti in nazionale ― Azerbaigian | Cronologia completa delle presenze e delle reti in nazionale ― Azerbaigian | Cronologia completa delle presenze e delle reti in nazionale ― Azerbaigian | Cronologia completa delle presenze e delle reti in nazionale ― Azerbaigian |
| Data                                                                       | Città                                                                      | In casa                                                                    | Risultato                                                                  | Ospiti                                                                     | Competizione                                                               | Reti                                                                       | Note                                                                       |
| -------------------------------------------------------------------------- | -------------------------------------------------------------------------- | -------------------------------------------------------------------------- | -------------------------------------------------------------------------- | -------------------------------------------------------------------------- | -------------------------------------------------------------------------- | -------------------------------------------------------------------------- | -------------------------------------------------------------------------- |
| 26-7-2000                                                                  | Varna                                                                      | Bulgaria                                                                   | 2 – 1                                                                      | Azerbaigian                                                                | Amichevole                                                                 | -                                                                          | 46’                                                                        |
| 28-3-2001                                                                  | Trnava                                                                     | Slovacchia                                                                 | 3 – 1                                                                      | Azerbaigian                                                                | Qual. Mondiali 2002                                                        | -                                                                          | 82’                                                                        |
| 27-3-2002                                                                  | Tirana                                                                     | Albania                                                                    | 1 – 0                                                                      | Azerbaigian                                                                | Amichevole                                                                 | -                                                                          | 82’                                                                        |
| 2-9-2006                                                                   | Belgrado                                                                   | Serbia                                                                     | 1 – 0                                                                      | Azerbaigian                                                                | Qual. Mondiali 2006                                                        | -                                                                          | 72’                                                                        |
| 6-9-2006                                                                   | Baku                                                                       | Azerbaigian                                                                | 1 – 1                                                                      | Kazakistan                                                                 | Qual. Mondiali 2006                                                        | -                                                                          | 67’                                                                        |
| Totale                                                                     |                                                                            | Presenze                                                                   | 5                                                                          |                                                                            | Reti                                                                       | 0                                                                          |                                                                            |

## Palmarès

### Club
- Coppa d'Azerbaigian: 1

Qarabağ: 2005-2006

### Individuale
- Capocannoniere della Premyer Liqası: 1

2003-2004 (20 gol)